# Demi Vollering
Adriana Geertruida "Demi" Vollering, född 15 november 1996 i Pijnacker, Zuid-Holland, är en nederländsk professionell landsvägscyklist.

## Meriter
2018
9:a totalt Tour of Uppsala
2019
Vinnare Giro dell'Emilia
Vinnare Volta Limburg Classic
2:a totalt Grand Prix Elsy Jacobs
Vinnare av prologen
3:a Liège–Bastogne–Liège
5: La Flèche Wallonne
5:a totalt The Women's Tour
5:a GP de Plouay
7:a Amstel Gold Race
2020
3:a totalt Setmana Ciclista Valenciana
3:a La Course by Le Tour de France
3:a La Flèche Wallonne
7:a Gent–Wevelgem
7:a Flandern runt
2021
Vinnare  totalt The Women's Tour
Vinnare etapp 3 (ITT)
Vinnare La Course by Le Tour de France
Vinnare Liège–Bastogne–Liège
2:a Amstel Gold Race
2:a Brabantse Pijl
2:a Emakumeen Nafarroako Klasikoa
Europamästerskapen
3:a  i mixedstafett
5:a i linjelopp
3:a totalt Vuelta a Burgos
5:a Flandern runt
6:a Strade Bianche
7:a i linjelopp vid Världsmästerskapen
10:a La Flèche Wallonne
2022
Vinnare  totalt Itzulia Women
Vinnare  av poängtävlingen
Vinnare av etapperna 1, 2 och 3
Vinnare Brabantse Pijl
2:a totalt Tour de France
Vinnare  bergspristävlingen
2:a Omloop Het Nieuwsblad
2:a Amstel Gold Race
3:a totalt Vuelta a Burgos
Vinnare   bergspristävlingen
Vinnare etapp 4
3:a La Flèche Wallonne
3:a Liège–Bastogne–Liège
4:a totalt Grand Prix Elsy Jacobs
7:a i linjelopp vid Världsmästerskapen
2023
Vinnare  totalt Tour de France Femmes
Vinnare av etapp 7
Vinnare  totalt Romandiet runt
Vinnare av etapperna 2 och 3
Vinnare  totalt Vuelta a Burgos Feminas
Vinnare  bergspristävlingen
Vinnare av etapperna 2 och 4
Vinnare Liège–Bastogne–Liège
Vinnare Amstel Gold Race
Vinnare La Flèche Wallonne
Vinnare Strade Bianche
Vinnare Dwars door Vlaanderen
Vinnare  i linjelopp vid Nederländska mästerskapen
2:a Flandern runt
2:a Brabantse Pijl
2:a totalt La Vuelta Femenina
Vinnare etapperna 5 och 7
2:a totalt Itzulia Women
Vinnare av etapperna 1 och 2
Vinnare  bergspristävlingen